# Dżamszid ibn Abd Allah
Dżamszid ibn Abd Allah Busaidi, arab. جمشيد بن عبد الله (ur. 16 września 1929 w Stone Town, zm. 30 grudnia 2024 w Maskacie) – ostatni sułtan Zanzibaru.

## Życiorys
Najstarszy syn sułtana Abd Allaha ibn Chalify i jego żony Sajjidy Tuhfy bint Ali. Ukończył szkołę średnią w Stone Town, Victoria College w Aleksandrii w Egipcie, Uniwersytet Amerykański w Bejrucie w Libanie i Royal Naval College w Dartmouth w Anglii. W latach 1955–1956 odbył szkolenie administracyjne w Wielkiej Brytanii.
9 października 1960 został mianowany przez swojego ojca następcą tronu. Po jego śmierci, 1 lipca 1963 został sułtanem Zanzibaru i jego zależności. 9 grudnia 1963 ogłosił niepodległość Zanzibaru i przyjął tytuł „Jego Królewskiej Mości” (His Majesty). Zanzibar stał się monarchią konstytucyjną. W latach 1963–1964 był przewodniczącym Tajnej Rady Sułtańskiej i członkiem Rady Wykonawczej. 12 stycznia 1964 uciekł z wyspy ze swoją rodziną, podczas zbrojnego powstania, na czele którego stanął generał John Okello. 17 stycznia 1964, w trybie zaocznym sułtan został oskarżony i wyrzucony z wyspy przez rząd rewolucyjny. 18 stycznia Zanzibar został ogłoszony republiką ludową, a następnie państwem „jednej partii”. Sułtan uciekł na emigrację do Wielkiej Brytanii. Osiadł w Londynie, później przeniósł się do Portsmouth w hrabstwie Hampshire. Tam mieszkał do 2020 roku, kiedy to zamieszkał na stałe w Omanie.
Zmarł 30 grudnia 2024 roku i został pochowany na Cmentarzu Królewskim w Maskacie
Dżamszid miał siedmioro dzieci:
- książę Sajjid Ali ibn Dżamszid
- książę Sajjid Chalifa ibn Dżamszid
- księżna Sajjida Matuka bint Dżamszid (1957-)
- książę Sajjid Abd Allah ibn Dżamszid
- książę Sajjid Wasfi ibn Dżamszid (1972-)
- księżna Sajjida Adla bint Dżamszid
- książę Sajjid Gharib ibn Dżamszid